# Bezławki
Bezławki (niem. Bäslack) – wieś w Polsce położona w województwie warmińsko-mazurskim, w powiecie kętrzyńskim, w gminie Reszel nad rzeką Dajna; ok. 12 km na południowy zachód od Kętrzyna.
Do 1954 roku siedziba gminy Bezławki. W latach 1975–1998 miejscowość położona była w województwie olsztyńskim.

## Historia

### Bartowie
Przed przybyciem Krzyżaków w Bezławkach znajdował się gród zbudowany przez pruskie plemię Bartów. Na południe od Bezławek znajdował się zalesiony pas pustki osadniczej, za którą zaczynało się terytorium plemienia Galindów.

### Krzyżackie początki
Pierwsza wzmianka o Bezławkach pochodzi z 1356 r., kiedy to komtur bałgijski Henning Johann Schindekopf nadał Henikinowi z Gierdawy młyn wodny z jednym kołem i sześć morgów ziemi na prawie chełmińskim. Młyn wodny w Bezławkach funkcjonował do 1947 r. Obecnie na miejscu młyna jest elektrownia wodna.
Wieś lokowana była w 1371 r. jako Bauselawke (z jęz. pruskiego „pole Bausego”). W Bezławkach powstała strażnica krzyżacka, podległa prokuratorom kętrzyńskim. Murowany jednoskrzydłowy zamek otoczony był kamiennym murem z czterema basztami otwartymi do dziedzińca oraz wieżą bramną wybudowano pod koniec XIV wieku. Z 1402 pochodzi zapis informujący, że na zamku zatrzymał się powracający z wyprawy na Litwę wielki komtur Wilhelm von Helfenstein, jego wojownicy prowadzili ze sobą ok. 900 jeńców. W latach 1402–1408 zamek ten Krzyżacy przeznaczyli na rezydencję dla księcia Bolesława Świdrygiełły (najmłodszego brata króla Władysława Jagiełły), który miał być koronowany na króla Litwy. Między Bezławkami a Litwą krążyli wysłannicy Świdrygiełły. Do Bezławek dotarł także goniec z Płocka z korespondencją od księcia Siemowita IV i jego żony księżnej Aleksandry Olgierdównej. W zamku była kaplica, którą obsługiwał wyznaczony dla Świdrygiełły kapelan krzyżacki.
Bezławki w XVI i XVII wieku należały do rodu von der Groeben. Właściciel Bezławek Otto von der Groeben odsprzedał część bezławieckich dóbr Stefanowi Sadorskiemu. Na terenie tym odbudowana została kaplica w Świętej Lipce.

### Kościół w Bezławkach

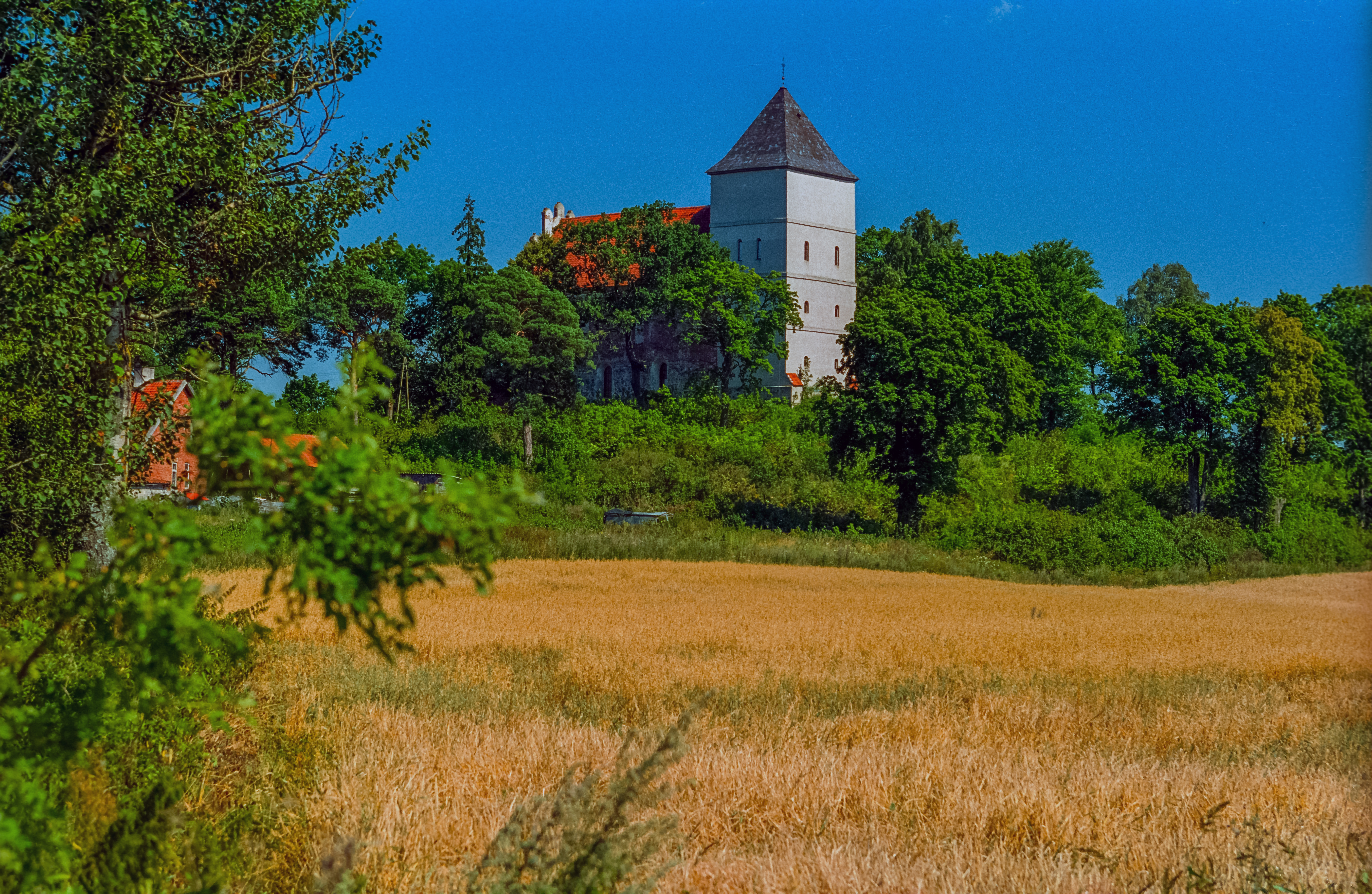
Kościół w Bezławkach

Pierwsza wzmianka o kościele w Bezławkach pochodzi z 1402 r. W roku 1480 kościół w Bezławkach figuruje w spisie parafii biskupstwa warmińskiego, a w ostatnim spisie przed reformacją kościół w Bezławkach był kościołem filialnym parafii w Pilcu. (Parafia w Pilcu zniknęła na początku XVI wieku). W roku 1513 skrzydło mieszkalne zamku w Bezławkach adaptowano na kościół. Obniżono wówczas mury obronne, a od strony wschodniej przebito drugą bramę pozostawiając m.in. strzelnice. Od 1525 r. kościół ten służył wspólnocie ewangelicko-augsburskiej do końca lat 70. XX wieku, aż do zupełnego braku wiernych tego wyznania. Historycznie odprawiano tu nabożeństwa w języku polskim. W latach 1726–1730 na dawnym murze obronnym dobudowano wieżę kościelną z ostrosłupowym hełmem, w tym okresie powstała również zakrystia i kruchta. Dawny dziedziniec zamkowy stał się cmentarzem parafialnym
Zniszczony kościół, na skutek opuszczenia, przekazany został katolikom i obecnie jest kościołem filialnym parafii katolickiej w Wilkowie. W kościele tym 15 lipca 1999 z okazji 900 rocznicy wyzwolenia Jerozolimy i 589-lecia bitwy pod Grunwaldem spotkali się przedstawiciele Zakonu Rycerskiego Grobu Bożego w Jerozolimie, kontynuującego tradycję bożogrobców.
Z Bezławkami wiąże się legenda o świętym Graalu.